# الكاميرون في الألعاب الأولمبية الصيفية 2012
البرازيل في الألعاب الأولمبية الصيفية 2012 من المقرر أن تدخل الكاميرون للمنافسة في دورة ألعاب أولمبية صيفية 2012، لندن المملكة المتحدة، في الفترة من 27 يوليو - 12 أغسطس 2012. وستشارك ب 29 رياضي في 6 رياضة